# Paul Hampel (Landrat)
Paul Hampel (* 18. April 1907 in Breisach am Rhein; † nach 1942)
Hampel trat zum 1. Dezember 1931 in die NSDAP ein (Mitgliedsnummer 788.958) und war auch Mitglied der SS (SS-Nummer 9.643). Er war ein deutscher Verwaltungsjurist und Landrat in den Landkreisen Hohenelbe (1938–1940) sowie in Blachstädt (1939–1940) im Reichsgau Sudetenland und dann im Landkreis Warthenau (1940–1943), Provinz Oberschlesien.